# الحماية الفرنسية في تونس

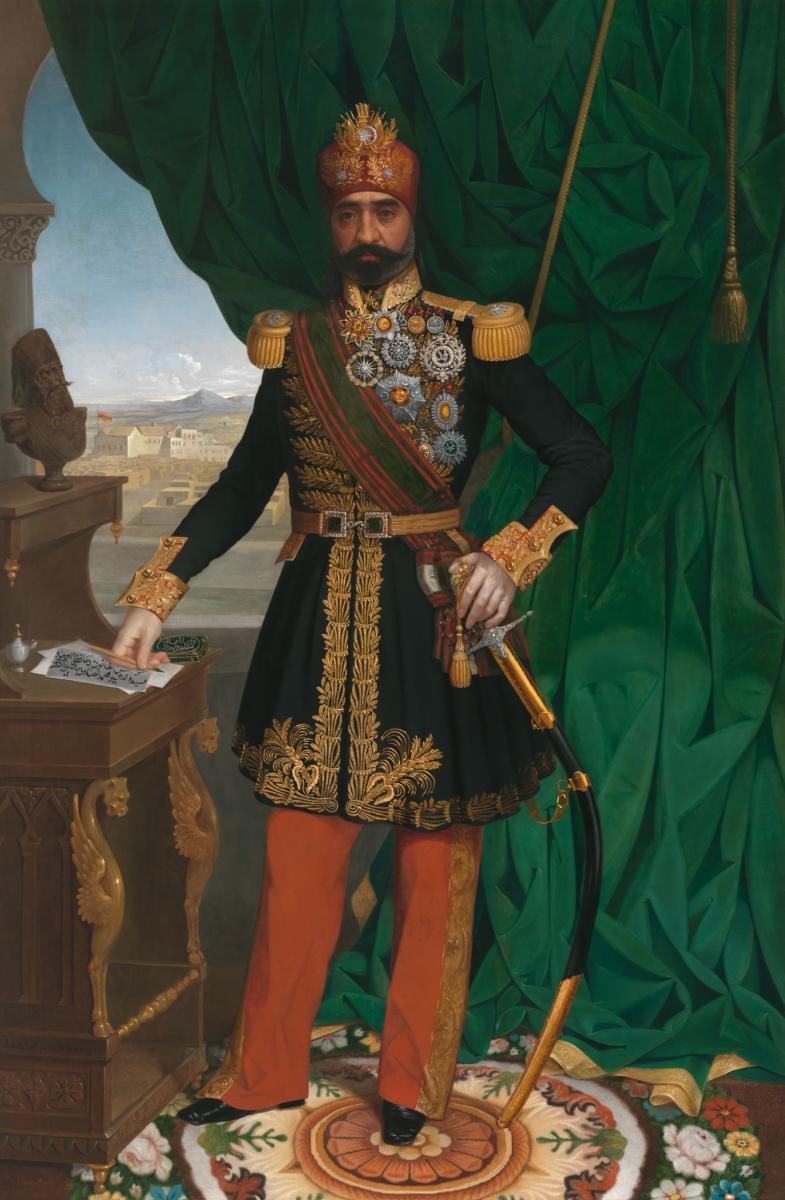
محمد الصادق باي الموقع على معاهدة باردو.

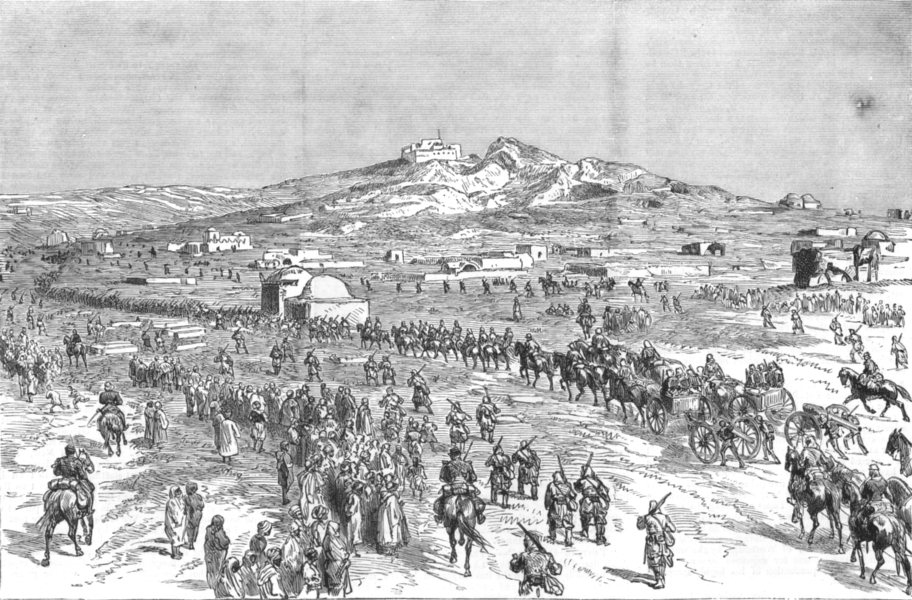
الجيش الفرنسي يحتل قلعة سيدي بلحسن على مشارف مدينة تونس عام 1881.

الحماية الفرنسية في تونس، (بالفرنسية: Protectorat français de Tunisie) انتصبت بموجب معاهدة باردو في 12 مايو عام 1881. غيرت الحماية الهيكلة السياسية والاجتماعية والاقتصاديّة في البلاد. تم إلغاء الحماية الاِستعماريّة في 20 مارس 1956 بعد إعلان الاستقلال وذلك بعد نضال ومشاورات طويلة بين المقيم العام الفرنسي ومكونات الحركة الوطنية التونسية.

## خلفية
عجز الباي (محمّد الصّادق باي) على تسديد ديون الإيالة التونسية نتيجة الأزمة الحاصلة وهو ما أدّى إلى تكوين لجنة مالية دولية تسمّى الكومسيون في 5 جويلية 1865 للتحكّم في الخزينة التّونسية وتوزيع مواردها على الدّائنين. ولكن هذه الفكرة كانت غير مجدية، فتنوّعت طرق الاستفادة من هذا الوضع من طرف الدّول الدّائنة. وفكّرت فرنسا في الاستثمار في تونس وترويج سلعها خاصّة أمام الفكرة الاستعمارية التّوسّعية في أوروبا. لذلك تعلّلت فرنسا بحماية الحدود الجزائرية مع تونس واقتحمت البلاد التّونسية واحتلّت المناطق الشّمالية وتقدّمت نحو العاصمة. ولدعم هذا التّقدّم نزلت قوات فرنسية بحرية في بنزرت في 3ماي 1881بقيادة الجنرال بريار الّذي توجّه إلى العاصمة وفرض معاهدة الحماية على محمّد الصّادق باي (1859 ـ 1882) باي تونس الّذي اضطرّ للإمضاء عليها خوفا من الاستلاء على عرشه من طرف أخيه الّذي أحضره الجنرال الفرنسي معه وذلك في 12ماي 1881 في قصر باردو وسمّيت بمعاهدة باردو.

## التأسيس

### المعاهدات
قالب:معاهدة باردو
جرّدت هذه المعاهدة البلاد التّونسية من سيادتها الخارجية، وأمّنت إشراف فرنسا على الشّؤون المالية، وضمّنت الوجود العسكري الفرنسي بتونس. انتهجت فرنسا تجربة مغايرة لتجربتها بالجزائر وتتمثّل في حكم البلاد حكما غير مباشر إذ اكتفت بمراقبتها عن كثب بواسطة المقيم العام وتعضيدها.
قالب:اتفاقية المرسى
المرسى: نسبة إلى إحدى ضواحي العاصمة التونسية، حيث تم التوقيع على هذه الاتفاقية بين باي تونس علي باي بن حسين علي باشا باي والمقيم العام الفرنسي بول كانبون وذلك بتاريخ 8يونيو (حزيران) 1883م أي بعد حوالي سنتين من فرض الحماية الفرنسية في تونس 12ماي 1881م. وقد عمقت هذه الاتفاقية الهيمنة الفرنسية على البلاد التونسية، بعد أن استتب الأمن وتراجع حركة المقاومة.

### الحملات العسكرية
نظرا للتخلّف الاقتصادي والتقني وللوهن السياسي الذي تعيشه البلاد التونسية، ومع عجز «محمّد الصّادق» باي عن تسديد ديون البلاد، قررّت الحكومة الفرنسيّة السيطرة على البلاد التونسية لاستثمار موارد البلاد التي لم تُسْتثمر وجعلها حكرا على منتوجاتها وعلى رأسمالها. فتعللت أوّلا بحماية الحدود الجزائريّة مع تونس ودخلت البلاد التونسيّة وقامت بالسيطرة على المناطق الشّمالية وأخذت تزحف رويدا رويدا لاحكام السيطرة على العاصمة حيث قامت باحتلال طبرقة في 24/04/1881 وقبلي في 05/04/1882 وتونس العاصمة في 12/05/1881 ثمّ لمزيد تركيز وجودها وإحكام السيطرة على البلاد أنزلت جيوش فرنسية بجربة وبنزرت في 03 ماي 1881 يقودها الجنرال بريار، الذي توجه نحو العاصمة وأرغم محمّد الصّادق باي على المصادقة على معاهدة الحماية التي تمّت في قصر باردو والتي سمّيت أيضا بمعاهدة باردو وذلك في 12 ماي 1881.

### ردود الفعل الخارجية
-احتجاج الدولة العثمانية على الاحتلال الفرنسي الغير مبرر وارسالها تلغرافات إلى سفرائها في عواصم الدول الأوروبية تبين ذلك.
و غير هذا الاحتجاج لم يلقى الاحتلال الفرنسي لتونس صدى عالمي وذلك لاتفاق فرنسا مع الدول الأوروبية الكبرى (إيطاليا، إنجلترا، ألمانيا) وتقديم بعض التنازلات لها مقابل انتصاب الحماية في تونس.

## العمل

### السلطة الإدارية
خضع الباي إلى إمضاء إتفاقية المرسى بتاريخ 8 جوان 1883 التي نصّت ضمن أحكامها إجراء إصلاحات على التنظيم القضائي المنتصب بالمملكة.
ثم صدر بتاريخ 27 مارس 1883 قانون فرنسي نشر بالرائد التونسي عدد 53 المؤرخ في 19 أفريل 1883 نص فصله الأول على إحداث محكمة ابتدائية فرنسية بتونس.
وقد جعل النظر في استئناف الأحكام التي تصدرها ابتدائية تونس لدى محكمة الاستئناف بالجزائر.
ولإيواء مصالح المحكمة الابتدائية الفرنسية المنتصبة بالحاضرة تم تشييد قصر العدالة على غرار المنشآت المدنية الأخرى المخصصة للمحاكم العدلية الفرنسية.
ثم توسع عدد المحاكم الفرنسية بإحداث محكمة ابتدائية ثانية بسوسة.
وفي شهر ماي من سنة 1941 صدر أمر بالترفيع في عدد المحاكم الابتدائية الفرنسية إلى أربعة بإضافة محكمة ابتدائية ببنزرت وأخرى بصفاقس.
كما تم إحداث محكمة استئناف بتونس بمقتضى أمر صادر في جوان من سنة 1941 .
وبذلك بلغ عدد المحاكم الفرنسية المنتصبة بتونس:
- محكمة استئناف بتونس
- أربع محاكم ابتدائية بكل من تونس، سوسة، صفاقس وبنزرت.
- ثلاثة عشر قضوية صلح بكل من: باجة، بنزرت، قابس، صفاقس، قفصه، قرمبالية، قيروان، الكاف، مجاز الباب، سوق الأربعاء، سوسة، تونس الشمالية وتونس الجنوبية

### السلطة السياسية

#### حكومة الإيالة التونسية

##### مجيئ المنصف باي
بمجرد اعتلائه لعرش البلاد في جوان 1942 تجاوب المنصف باي مع مطالب الوطنيين وتبنى هذه المطالب منذ أوت 1942 وقد أدخل جملة من الاصلاحات من بينها نذكر: ـ تشكيل حكومة وطنية ضمت أعضاء من الحزب القديم والجديد واسندت رئاستها إلى محمد شنيق في جانفي 1943 دون استشارة المقيم العام ـ تحقيق المساواة المرتبات بين التونسيين والفرنسيين الذين لهم نفس الوظائف ـ إلغاء الأمر الصادر في 1898 الذي يخول للمستعمر الاستحواذ على الأراضي الاوقاف ورغم التزامه للحياد تجاه القوى المتحاربة في تونس فقد تم خلع المنصف باي في ماي 1943 ونفيه بتهمة التعاون مع المحور

#### التنظيم المحلي

##### قائمة المراقبات المدنية والقيادات
| المراقبات المدنية | القيادات      | عدد الشيوخ | شيوخ الجزائريين | شيوخ اليهود |
| ----------------- | ------------- | ---------- | --------------- | ----------- |
| بنزرت             | 1 بنزرت       | 19         | 1 جزائري        |             |
| بنزرت             | 2 ماطر        | 19         | 1 جزائري        |             |
| 3 طبرقة           | عين دراهم     | 18         |                 |             |
| باجة              | 4 باجة        | 28         |                 |             |
| سوق الاربعة       | 5 سوق الاربعة | 17         |                 |             |
| سوق الاربعة       | 6 سوق الخميس  | 10         |                 |             |
| تونس              | 7 ضواحي تونس  | 21         |                 |             |
| نابل              | 8 نابل        | 22         |                 |             |
| نابل              | 9 سليمان      | 7          |                 |             |
| زغوان             | 10 زغوان      | 13         |                 |             |
| الكاف             | 11 الكاف      | 25         | 1 جزائري        |             |
| الكاف             | 12 تاجروين    | 21         | 1 جزائري        |             |
| مجاز الباب        | 13 مجاز الباب | 14         |                 |             |
| تبرسق             | 14 تبرسق      | 10         | 1 جزائري        |             |
| مكثر              | 15 أولاد عون  | 20         | 1 جزائري        |             |
| مكثر              | 16 أولاد عيار | 17         |                 |             |
| سوسة              | 17 سوسة       | 38         |                 |             |
| سوسة              | 18 المنستير   | 38         |                 |             |
| سوسة              | 19 المهدية    | 20         |                 |             |
| سوسة              | 20 السواسي    | 19         |                 |             |
| القيروان          | 21 القيروان   | 21         | 1 جزائري        | 1 يهودي     |
| القيروان          | 22 الجلاص     | 28         |                 |             |
| تالة              | 23 الفراشيش   | 12         | 1 جزائري        |             |
| تالة              | 24 مادجور     | 19         |                 |             |
| صفاقس             | 25 صفاقس      | 31         |                 | 1 يهودي     |
| صفاقس             | 26 جبنيانة    | 17         |                 |             |
| صفاقس             | 27 الصخيرة    | 16         |                 |             |
| قفصة              | 28 قفصة       | 22         |                 |             |
| قفصة              | 29 همامة      | 25         |                 |             |
| قابس              | 30 العرض      | 30         |                 |             |
| 31 جربة           | جربة          | 14         |                 | 2 يهود      |
| توزر              | 32 الجريد     | 24         |                 |             |
| أراضي الجنوب      | 33 نفزاوة     | 18         |                 |             |
| أراضي الجنوب      | 34 ورغمة      | 31         |                 |             |
| أراضي الجنوب      | 35 مطماطة     | 7          |                 |             |
| أراضي الجنوب      | 36 تطاوين     | 18         |                 |             |

## مقالات ذات صلة
- الحماية الفرنسية على المغرب
- شمال أفريقيا الفرنسية
- الإمبراطورية الفرنسية الاستعمارية
- حماية (قانون دولي)
- الاحتلال الفرنسي للجزائر

## روابط خارجية
- (fr) مورغان كوريو: الفرنسيين والحياة الثقافية في تونس أثناء الحرب العالمية الثانية، أطروحة المدرسة الوطنية للمواثيق، باريس، 2005.
- (fr) حسان العنابي، «الآخر» من خلال صحيفة تونس الفرنسية، المجلد 66، 21 يوليو 2005.